# Sapium laurocerasus
Sapium laurocerasus är en törelväxtart som beskrevs av René Louiche Desfontaines. Sapium laurocerasus ingår i släktet Sapium och familjen törelväxter.
Artens utbredningsområde är Puerto Rico. Inga underarter finns listade i Catalogue of Life.